# Mesquita do Imã Khomeini

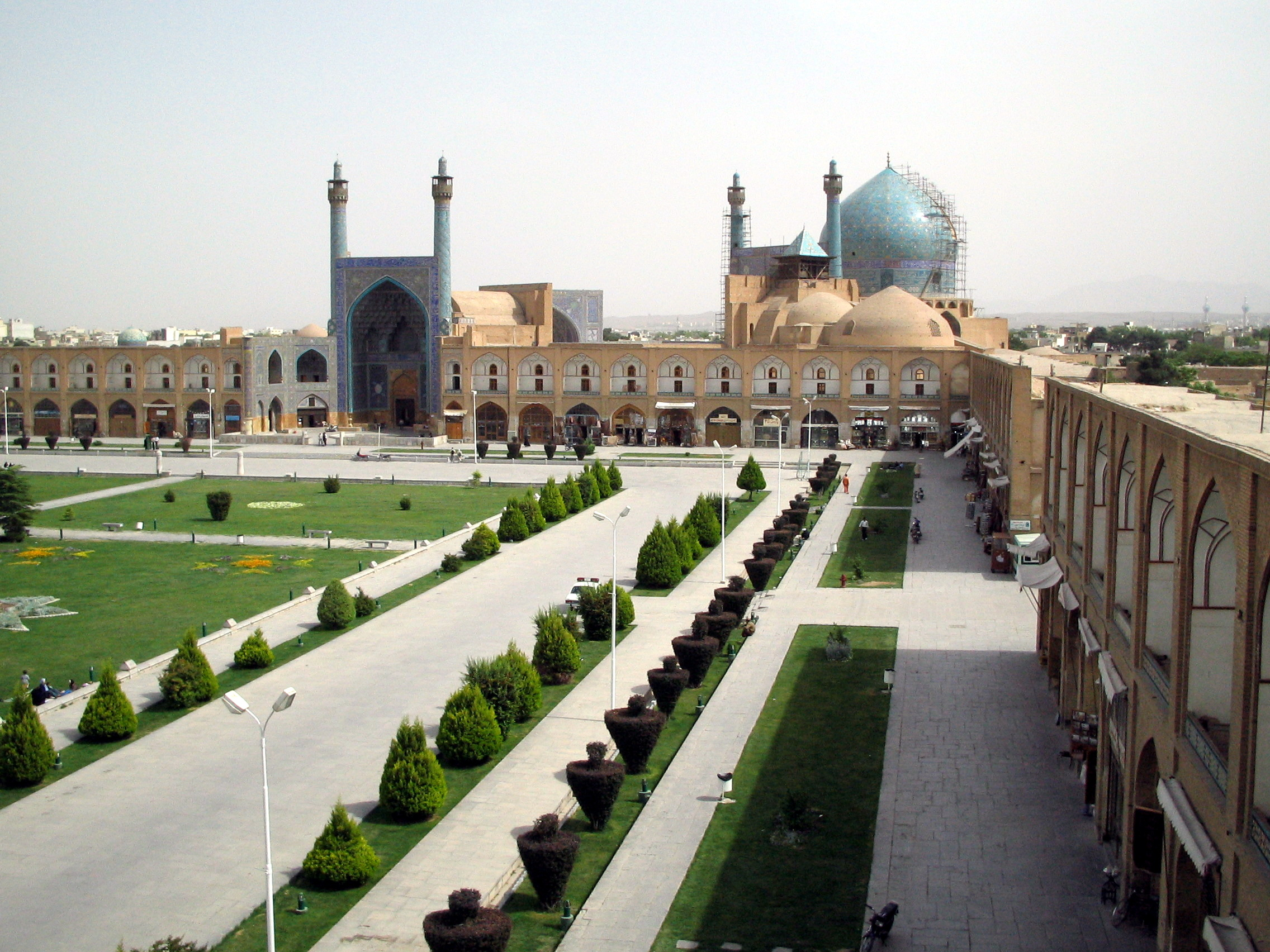
Fotografia da Mesquita em frente à praça

A Mesquita do Imã Khomeini (em persa:مسجد شاه), é uma mesquita, também conhecida como Mesquita Real ou Mesquita Imã, localizada em Isfahan, no Irão construída para o soberano safavido Shah Abbas I, entre os anos 1612 e 1630. A Mesquita Shah está localizada no lado sul da Praça Naghsh-i Jahan.
A mesquita foi construída durante o período da dinastia Safavida. É um excelente exemplo da arquitectura islâmica no Irão, sendo considerada como a obra-prima da arquitectura persa. Sua construção começou em 1611, e seu esplendor é devido principalmente à beleza de seus mosaicos de sete cores e inscrições caligráficas. A mesquita é retratada na parte de trás do bilhete dos 20.000 riais iranianos. Está registada, juntamente com a Praça Naghsh-i Jahan, como Património da Humanidade pela UNESCO.

## História
Em 1598, quando Abbas o Grande decidiu mudar a capital do seu império persa da cidade ocidental do norte de Qazvin para a cidade central de Isfahan, ele começou o que se tornaria um dos maiores programas da história persa: a remodelação completa desta antiga cidade. Ao escolher a cidade central de Isfahan, fertilizado pelo rio Zayandeh ("dador da vida"), é um oásis de cultivo intenso em meio a uma vasta extensão de paisagem árida, Abas distanciou sua capital de qualquer ataque futuro para o rival vizinho do Irão, os otomanos e, ao mesmo tempo, ganhou mais controle sobre o Golfo Pérsico, que se tornou uma importante rota comercial para as empresas holandesas e inglesas da Índia Oriental.
O principal arquitecto desta tarefa colossal de planejamento urbano foi Shaykh Bahai (Baha 'ad-Din al-'Amili), que focalizou o programa em duas características-chave do plano mestre de Shah Abbas: o Chafa-Bagh Boulevard de Isfahan flanqueado em ambos os lados por todas as instituições proeminentes da cidade, como as residências de todos os dignitários estrangeiros, e a Praça Naqsh e Jahan ("Melhor do mundo"). Antes da ascensão do xá ao poder, a Pérsia tinha uma estrutura de poder descentralizada, em que diferentes instituições lutaram pelo poder, incluindo os militares e governadores das diferentes províncias que compõem o império. Shah Abbas queria minar esta estrutura política, e a recreação de Isfahan, como uma grande capital da Pérsia, esse foi um passo importante para centralizar o poder. O engenho da praça, ou Maidān, era que na construção, Abbas o Grande, reuniria os três principais componentes do poder na Pérsia no seu próprio pátio; o poder do clero, representado pelo Masjed-e Shah, o poder dos comerciantes, representado pelo Bazar Imperial e, é claro, o poder do próprio Shah, residente no Palácio de Ali Qapu.
A jóia da coroa neste projecto era o Masjed i Shah, que substituiria a antiga Mesquita Jameh na execução das preces de sexta-feira. Para conseguir isso, a Mesquita Imã Khomeini foi construída não só com uma visão de grandeza, mas também com a maior cúpula da cidade, mas Shaykh Bahai também planeou a construção de duas escolas religiosas e uma mesquita de inverno em ambos os lados. Devido ao desejo de Shah de ter o edifício concluído durante sua vida, atacaram a construção; por exemplo, o Shah ignorou as advertências de um dos arquitectos Abu'l Qāsim, sobre o perigo de afundar as fundações da mesquita e avançou com a construção. O arquitecto mostrou que suas dúvidas eram justificadas, já que em 1662 o prédio teve que sofrer grandes reparos. 
Além disso, os persas inventaram um novo estilo de mosaico de azulejos ("uma das sete cores") que era mais barato e mais rápido, e que eventualmente acelerou a construção. Este trabalho foi magistralmente realizado por alguns dos melhores artesãos do país, e supervisionado pelo mestre calígrafo, Reza Abbasi. No final, os toques finais da mesquita foram feitos em 1629, alguns meses após a morte do xá.
Muitos historiadores se perguntaram sobre a peculiar orientação da Praça Naqsh e Yahán. Ao contrário dos edifícios mais importantes, esta praça não estava alinhada com a Meca, de modo que ao entrar no portal de entrada da mesquita, torna-se, quase sem perceber, a virada à direita, permitindo a Meca face a face. O arquitecto Donald Wilberd dá a explicação mais plausível para isso; a visão de Shaykh Bahai era que a mesquita era visível de qualquer lugar onde se encontrava na praça. Se o eixo do quadrado tivesse coincidido com o eixo de Meca, a cúpula da mesquita teria sido escondida da vista pelo portal de entrada que o levava. Ao criar um ângulo entre eles, as duas partes do edifício, o portal de entrada e a cúpula, estão em perfeita visão para que todos dentro da praça o admiram.